# Dieta de Speyer (1526)
A Dieta de Speyer (ou de Espira) de 1526 foi uma dieta do Sacro Império Romano-Germânico celebrada em 1526 na cidade imperial livre de Speyer.
A decisão mais importante tomada nesta dieta foi que não se podia forçar o Édito de Worms, o que supunha que cada príncipe podia decidir se permitia em seus territórios o ensino e o culto luteranos (Cuius regio, eius religio). Este acordo tinha validade até que algum concílio geral pudesse os encarar ou pronunciar sobre os assuntos religiosos suscitados por Martinho Lutero.
O ambíguo édito da dieta resultou numa suspensão temporária do Édito de Worms e ajudou à expansão do protestantismo. Estes resultados foram repudiados na dieta de 1529.